# Gintama
Gintama (japonsky 銀魂, v překladu Stříbrná duše) je japonská komediální manga s prvky parodie, kterou píše a kreslí Hideaki Sorači. Je vydávána pravidelně každý týden v časopise Šúkan šónen Jump již od roku 2003. Příběh mangy se odehrává v období Edo, kdy Zemi kolonizovali mimozemšťané přinášející značný technologický pokrok. Jeho hlavními hrdiny jsou líný samuraj Sakata Gintoki a jeho přátelé Šinpači a Kagura, kteří pracují na volné noze a jsou ochotni přijmout jakoukoli práci, aby si dokázali vydělat na měsíční nájem.
Podle mangy vychází od roku 2006 i stejnojmenný anime seriál od studia Sunrise. Je rozdělen na tři řady: Gintama, Gintama' a Gintama°. Třetí řadu vyrobilo studio Bandai Namco Pictures, které vzniklo v dubnu 2015 odloučením od studia Sunrise.